# Neununddreißigstes Strafrechtsänderungsgesetz
Das Neununddreißigste Strafrechtsänderungsgesetz – umgangssprachlich auch Graffiti-Bekämpfungsgesetz genannt – ist ein deutsches Gesetz aus dem Jahr 2005 zur Änderung des Strafgesetzbuches. Ergänzt wurden § 303 und § 304, um künftig auch das Aufsprühen von Graffiti als Sachbeschädigung verfolgen und ahnden zu können.

## Ausgangssituation und Gesetzgebung

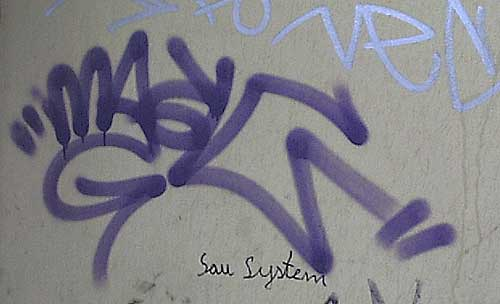
Ein Graffito

In Deutschland wurden durch unerlaubte Graffiti jährlich wirtschaftliche Schäden in Höhe von 200 bis 500 Millionen Euro verursacht. Die Sprayer machten sich dabei zwar schadensersatzpflichtig, jedoch nicht immer auch strafbar. Eine Sachbeschädigung, § 303, § 304 StGB, setzte nämlich einen Eingriff in die  Sachsubstanz oder eine Beeinträchtigung der Funktion voraus (BGHSt 29, 129). Wenn die bestimmungsgemäße Funktion nicht wie bei Denkmälern, Verkehrsschildern usw. gerade in einem bestimmten Aussehen lag, erkannte die Rechtsprechung einen solchen Eingriff bei entfernbaren Aufsprühungen nicht, da eine weitere Auslegung die Wortlautgrenze überschreite (vgl. Analogieverbot).
Allerdings ließen es die Gerichte genügen, dass Verletzungen der Sachsubstanz erst mit dem Entfernen entstanden. Diese Rechtsprechung verursachte sowohl praktische (Beweisprobleme, Gutachterkosten) wie auch dogmatische (Erfolgseintritt und damit Vollendungszeitpunkt) Schwierigkeiten. Beeinträchtigte das Graffito nicht die bestimmungsgemäße Funktion der besprayten Sache und verletzte es auch nicht die Sachsubstanz (und sei es nur im Falle der Entfernung des Graffitos), so lag keine Sachbeschädigung vor.
Dieser Umstand wurde teilweise als eine Strafbarkeitslücke angesehen und führte zu verschiedenen Gesetzentwürfen. Nachdem im Jahr 2000 mehrere Vorschläge abgelehnt worden waren, verabschiedete der Deutsche Bundestag auf Empfehlung des Rechtsausschusses den auf BT-Drs. 15/5313 abgedruckten Entwurf mit den Stimmen von SPD, Bündnis 90/Die Grünen und CDU/CSU gegen die Stimmen der FDP.

## Änderungen
In § 303 StGB wurde folgender Absatz neu eingefügt:
Ebenso wird bestraft, wer unbefugt das Erscheinungsbild einer fremden Sache nicht nur unerheblich und nicht nur vorübergehend verändert.
Eine entsprechende Änderung wurde auch an § 304 StGB vorgenommen, der die gemeinschädliche Sachbeschädigung regelt.
Eine Sachbeschädigung begeht somit auch, wer das Aussehen einer Sache ohne Erlaubnis des Berechtigten verändert. Allerdings muss diese Veränderung von einiger Erheblichkeit sein, so dass das Bemalen mit Kreide keine Sachbeschädigung darstellt. Ebenso darf die Veränderung nicht nur von kurzer Dauer sein. Die Reichweite der neuen Regelung ist aber bisher nicht höchstrichterlich geklärt. Unklar ist insbesondere, ob die Fälle, die bereits bisher strafbar waren, weil die Substanzverletzungen beim Entfernen dem Täter zugerechnet wurden, jetzt weiterhin unter Absatz 1 oder unter den neuen Absatz 2 fallen. Umstritten ist auch, welche Bedeutung das Tatbestandsmerkmal „unbefugt“ hat und welche Auswirkung die Änderung auf Absatz 1 hat, dort insbesondere auf die Frage, ob die Einwilligung ein Rechtfertigungsgrund ist oder schon den Tatbestand entfallen lässt.

### Parlamentarische Vorgänge

#### 14. Wahlperiode
- Entwurf eines Gesetzes zur Änderung des Strafgesetzbuches – Graffiti-Bekämpfungsgesetz. BT-Drs. 14/546. (PDF; 126 kB)
- Entwurf eines Gesetzes zum verbesserten Schutz des Eigentums. BT-Drs. 14/569. (PDF; 125 kB)
- Entwurfs eines … Strafrechtsänderungsgesetzes – Graffiti-Bekämpfungsgesetz. BT-Drs. 14/872. (PDF; 125 kB)
- Beschlussempfehlung und Bericht des Rechtsausschusses. BT-Drs. 14/2941. (PDF; 92 kB)
- Zweite und dritte Lesung des Deutschen Bundestages. Plenarprotokoll 14/95, S. 8847–8860. (Internetfundstelle; PDF; 1,9 MB)

#### 15. Wahlperiode
- Entwurf eines Gesetzes zum verbesserten Schutz des Eigentums. BT-Drs. 15/63. (PDF; 263 kB)
- Entwurf eines Gesetzes zur Änderung des Strafgesetzbuches – Graffiti-Bekämpfungsgesetz. BT-Drs. 15/302. (PDF; 247 kB)
- Entwurf eines … Strafrechtsänderungsgesetzes – Graffiti-Bekämpfungsgesetz. BT-Drs. 15/404. (PDF; 234 kB)
- Entwurf eines … Strafrechtsänderungsgesetzes – §§ 303, 304 StGB. BT-Drs. 15/5313. (PDF; 239 kB)
- Entwurf eines … Strafrechtsänderungsgesetzes – Graffiti-Bekämpfungsgesetz. BT-Drs. 15/5317. (PDF; 268 kB)
- Beschlussempfehlung und Bericht des Rechtsausschusses. BT-Drs. 15/5702. (PDF; 266 kB)
- Zweite und dritte Lesung des Deutschen Bundestages. Plenarprotokoll 15/18, S. 17184–17192. (Internetfundstelle; PDF; 979 kB)

### Aufsätze
- Uwe Wesel: Nachdenken über Graffiti. In: Neue Juristische Wochenschrift. Jahrgang 1997, Heft 30, S. 1965.
- Günter Mersson: Straffreiheit von Graffiti-Schmierern – Schritte in die falsche Richtung. In: Neue Zeitschrift für Miet- und Wohnungsrecht. Jahrgang 1999, Heft 10, S. 447–448.
- Norbert Eisenschmid: Neue Strafnormen zur Sachbeschädigung: Das Graffiti-Bekämpfungsgesetz. In: Neue Juristische Wochenschrift. Jahrgang 2005, Heft 42, S. 3033–3035.
- Hoffmann, Josef: NJW 1985, 237.
- Jörg Wünschel: Der Graffitibekämpfungsparagraph – Ein Keulenhieb des Strafrechts gegen die grundgesetzlich garantierte Freiheit der Kunst?. In: KUR-Journal Jahrgang 2008 Heft 2, 42 – 45.